# Fakkeltheater
Het Fakkeltheater (vroeger: Fakkelteater) is een theatercentrum in de Belgische stad Antwerpen. Het theater beschikt over twee locaties: de Rode Zaal en de Zwarte Zaal. De Rode Zaal is een schouwburg in de Hoogstraat met een grote zaal met 268 plaatsen, een kleine zaal met 45 plaatsen (De Kleine Fakkel) en het theatercafé dat plaats biedt aan 138 personen voor concerten en voordrachten. In de Reyndersstraat bevindt zich de Zwarte Zaal, die plaats biedt aan 150 toeschouwers.

## Geschiedenis
Het Fakkeltheater werd in 1956 opgericht door Walter Groener, vanuit een groep idealisten rond het cultureel tijdschrift van vrijzinnige signatuur De Fakkel. In het begin  bracht het vooral literair cabaret maar vanaf 1960 kwam er sociaal en politiek geëngageerd repertoire. In de jaren 1970 evolueerde het theater van een revolutionair kamertheater naar klein stadstheater. In 1976 werd binnen de structuur van het Fakkeltheater het Educatief Theater Antwerpen opgericht. Men wilde stukken met bijzondere thema's voor specifieke doelgroepen produceren. Eind 1991 stond Groener de artistieke leiding af aan Wim Verbeke, die enkele maanden later overleed. Hij werd opgevolgd door André Lefèvre. In 1994 verloor het Fakkeltheater de subsidies. Een overbruggingskrediet kwam beschikbaar voor drie jaar. In die jaren was ontstond het gezelschap 'Torka T' vanuit het Fakkeltheater. Dit nieuwe gezelschap bracht in die periode een tiental producties. In 1997 werden de gezelschappen ontbonden, maar reeds in 1998 kwam er een doorstart. Het Fakkeltheater stelde zijn theaterinfrastructuur voornamelijk ter beschikking voor andere gezelschappen en verenigingen, maar bracht ook eigen producties. 
Sinds 2009 is Sam Verhoeven algemeen directeur van het Fakkeltheater. Het theater kent in sommige jaren meer dan 75.000 toeschouwers per seizoen en meer dan 35 verschillende theatergezelschappen op de podia. Eigen producties uit de jaren 2010 zijn "Marlene" met Leah Thys, "Charlotte" met Alice Toen, "Napoleon" met Camilia Blereau en Carry Goossens en "Een Oscar voor Emily" met Leah Thys en Jo De Meyere.